# Cinderella Jones
Pour plus de détails, voir Fiche technique et Distribution.
Cinderella Jones est un film américain réalisé par Busby Berkeley, sorti en 1946.

## Synopsis
La chanteuse Judy Jones découvre qu'elle a droit à une fortune de plusieurs millions de dollars, à condition de respecter les termes du testament de son oncle décédé. Pour toucher son héritage, Jones doit épouser un génie intellectuel. Elle se sépare donc de son petit ami, Tommy Coles, un chef d'orchestre et s'inscrit dans une université d'élite pour superintelligence. Sur le campus, Jones se bat pour gagner le cœur d'un professeur fringant, Bartholomew Williams.

## Fiche technique
- Titre : Cinderella Jones
- Réalisation : Busby Berkeley
- Scénario : Philip Wylie et Charles Hoffman
- Photographie : Sol Polito
- Montage : George Amy
- Musique : Friedrich Hollaender
- Société de production : Warner Bros.
- Pays d'origine :  États-Unis
- Format : Noir et blanc — 35 mm — 1,37:1 — Son : Mono
- Genre : musical
- Date de sortie : 1946

## Distribution
- Joan Leslie : Judy Jones
- Robert Alda : Tommy Coles
- Julie Bishop : Camille
- William Prince : Bart Williams
- S. Z. Sakall : Gabriel Popik
- Edward Everett Horton : Keating
- Charles Dingle : Minland
- Ruth Donnelly : Cora Elliot
- Elisha Cook Jr. : Oliver S. Patch
- Hobart Cavanaugh : George
- Charles Arnt : Mahoney
- Margaret Early : Fille timide
- Monte Blue : Geôlier
- Marion Martin : Reine burlesque
- Edward Fielding : Dean Barker
- Edward Gargan : Riley

## Accueil
Bosley Crowther pour The New York Times estime que le film est « absurde et amateur ».